# Devis Mukaj
Devis Mukaj (Valona, 21 dicembre 1976) è un dirigente sportivo, ex calciatore e allenatore di calcio albanese, di ruolo centrocampista.

## Carriera

### Nazionale
Ha esordito con la maglia della nazionale albanese nel 1998. Ha collezionato in totale 39 presenze e segnando anche un goal.

## Statistiche

### Presenze e reti nei club
Statistiche aggiornate al 6 febbraio 2011.
| Stagione                 | Squadra                  | Campionato               | Campionato | Campionato | Coppe nazionali | Coppe nazionali | Coppe nazionali | Coppe continentali | Coppe continentali | Coppe continentali | Altre coppe | Altre coppe | Altre coppe | Totale | Totale |
| Stagione                 | Squadra                  | Comp                     | Pres       | Reti       | Comp            | Pres            | Reti            | Comp               | Pres               | Reti               | Comp        | Pres        | Reti        | Pres   | Reti   |
| ------------------------ | ------------------------ | ------------------------ | ---------- | ---------- | --------------- | --------------- | --------------- | ------------------ | ------------------ | ------------------ | ----------- | ----------- | ----------- | ------ | ------ |
| 1993-1994                | Flamurtari Valona        | KP                       | 12         | 1          | CA              | 0               | 0               | -                  | -                  | -                  | -           | -           | -           | 12     | 1      |
| 1994-1995                | Flamurtari Valona        | KP                       | 23         | 3          | CA              | 0               | 0               | -                  | -                  | -                  | -           | -           | -           | 23     | 3      |
| 1995-1996                | Flamurtari Valona        | KP                       | 27         | 3          | CA              | 0               | 0               | -                  | -                  | -                  | -           | -           | -           | 27     | 3      |
| 1996-1997                | Flamurtari Valona        | KP                       | 15         | 2          | CA              | 0               | 0               | CdC                | 2                  | 0                  | -           | -           | -           | 17     | 2      |
| Totale Flamurtari Valona | Totale Flamurtari Valona | Totale Flamurtari Valona | 77         | 9          |                 | 0               | 0               |                    | 2                  | 0                  |             | -           | -           | 79     | 9      |
| 1997-1998                | Partizani Tirana         | KP                       | 29         | 8          | CA              | 0               | 0               | -                  | -                  | -                  | -           | -           | -           | 29     | 8      |
| 1998-1999                | Tirana                   | KS                       | 23         | 9          | CA              | 0               | 0               | -                  | -                  | -                  | -           | -           | -           | 23     | 9      |
| 1999-2000                | Varaždin                 | 1. HNL                   | 24         | 2          | CC              | 0               | 0               | -                  | -                  | -                  | -           | -           | -           | 24     | 2      |
| 2000-2001                | Varaždin                 | 1. HNL                   | 21         | 1          | CC              | 0               | 0               | -                  | -                  | -                  | -           | -           | -           | 21     | 1      |
| 2001-2002                | Varaždin                 | 1. HNL                   | 21         | 1          | CC              | 2               | 0               | CU                 | 6                  | 0                  | -           | -           | -           | 29     | 1      |
| Totale Varaždin          | Totale Varaždin          | Totale Varaždin          | 66         | 4          |                 | 2               | 0               |                    | 6                  | 0                  |             | -           | -           | 74     | 4      |
| 2002-2003                | Tirana                   | KS                       | 23         | 8          | CA              | 1               | 0               | CU                 | 0                  | 0                  | SA          | 0           | 0           | 24     | 8      |
| 2003-2004                | Tirana                   | KS                       | 30         | 14         | CA              | 0               | 0               | UCL                | 4                  | 0                  | SA          | 1           | 0           | 35     | 14     |
| 2004-2005                | Tirana                   | KS                       | 32         | 14         | CA              | 1               | 0               | UCL                | 4                  | 4                  | SA          | 1           | 0           | 38     | 18     |
| 2005-2006                | Tirana                   | KS                       | 33         | 7          | CA              | 1               | 0               | UCL                | 3                  | 0                  | SA          | 1           | 0           | 38     | 7      |
| 2006-2007                | Tirana                   | KS                       | 23         | 3          | CA              | 0               | 0               | CU                 | 4                  | 1                  | SA          | 1           | 1           | 28     | 5      |
| 2007-2008                | Tirana                   | KS                       | 3          | 0          | CA              | 0               | 0               | UCL                | 2                  | 0                  | SA          | 1           | 1           | 6      | 1      |
| 2008-2009                | Tirana                   | KS                       | 15         | 4          | CA              | 6               | 0               | -                  | -                  | -                  | -           | -           | -           | 21     | 4      |
| 2009-2010                | Tirana                   | KS                       | 19         | 3          | CA              | 0               | 0               | UCL                | 1                  | 1                  | SA          | 0           | 0           | 20     | 4      |
| 2010-2011                | Tirana                   | KS                       | 8          | 1          | CA              | 0               | 0               | UEL                | -                  | -                  | -           | -           | -           | 8      | 1      |
| Totale Tirana            | Totale Tirana            | Totale Tirana            | 209        | 63         |                 | 9               | 0               |                    | 18                 | 6                  |             | 5           | 2           | 241    | 71     |
| Totale carriera          | Totale carriera          | Totale carriera          | 381        | 84         |                 | 11              | 0               |                    | 26                 | 6                  |             | 5           | 2           | 423    | 92     |

### Cronologia presenze e reti in nazionale
| Cronologia completa delle presenze e delle reti in nazionale ― Albania | Cronologia completa delle presenze e delle reti in nazionale ― Albania | Cronologia completa delle presenze e delle reti in nazionale ― Albania | Cronologia completa delle presenze e delle reti in nazionale ― Albania | Cronologia completa delle presenze e delle reti in nazionale ― Albania | Cronologia completa delle presenze e delle reti in nazionale ― Albania | Cronologia completa delle presenze e delle reti in nazionale ― Albania | Cronologia completa delle presenze e delle reti in nazionale ― Albania |
| Data                                                                   | Città                                                                  | In casa                                                                | Risultato                                                              | Ospiti                                                                 | Competizione                                                           | Reti                                                                   | Note                                                                   |
| ---------------------------------------------------------------------- | ---------------------------------------------------------------------- | ---------------------------------------------------------------------- | ---------------------------------------------------------------------- | ---------------------------------------------------------------------- | ---------------------------------------------------------------------- | ---------------------------------------------------------------------- | ---------------------------------------------------------------------- |
| 19-8-1998                                                              | Nicosia                                                                | Cipro                                                                  | 3 – 2                                                                  | Albania                                                                | Amichevole                                                             | -                                                                      | 46’                                                                    |
| 10-2-1999                                                              | Tirana                                                                 | Albania                                                                | 2 – 0                                                                  | Macedonia                                                              | Amichevole                                                             | -                                                                      | 46’                                                                    |
| 4-9-1999                                                               | Tirana                                                                 | Albania                                                                | 3 – 3                                                                  | Lettonia                                                               | Qual. Euro 2000                                                        | 1                                                                      | 77’                                                                    |
| 6-10-1999                                                              | Atene                                                                  | Grecia                                                                 | 2 – 0                                                                  | Albania                                                                | Qual. Euro 2000                                                        | -                                                                      | 68’                                                                    |
| 9-10-1999                                                              | Tirana                                                                 | Albania                                                                | 2 – 0                                                                  | Georgia                                                                | Qual. Euro 2000                                                        | -                                                                      | 72’                                                                    |
| 6-2-2000                                                               | Ta' Qali                                                               | Albania                                                                | 3 – 0                                                                  | Andorra                                                                | Rothmans Tournament                                                    | -                                                                      |                                                                        |
| 8-2-2000                                                               | Ta' Qali                                                               | Albania                                                                | 1 – 0                                                                  | Azerbaigian                                                            | Rothmans Tournament                                                    | -                                                                      |                                                                        |
| 10-2-2000                                                              | Ta' Qali                                                               | Malta                                                                  | 0 – 1                                                                  | Albania                                                                | Rothmans Tournament                                                    | -                                                                      |                                                                        |
| 26-4-2000                                                              | Prilep                                                                 | Macedonia                                                              | 1 – 0                                                                  | Albania                                                                | Amichevole                                                             | -                                                                      | 46’                                                                    |
| 15-8-2000                                                              | Tirana                                                                 | Albania                                                                | 0 – 0                                                                  | Cipro                                                                  | Amichevole                                                             | -                                                                      |                                                                        |
| 2-9-2000                                                               | Helsinki                                                               | Finlandia                                                              | 2 – 1                                                                  | Albania                                                                | Qual. Mondiali 2002                                                    | -                                                                      | 46’                                                                    |
| 11-10-2000                                                             | Tirana                                                                 | Albania                                                                | 2 – 0                                                                  | Grecia                                                                 | Qual. Mondiali 2002                                                    | -                                                                      |                                                                        |
| 15-11-2000                                                             | Tirana                                                                 | Albania                                                                | 3 – 0                                                                  | Malta                                                                  | Amichevole                                                             | -                                                                      | 46’                                                                    |
| 28-3-2001                                                              | Scutari                                                                | Albania                                                                | 1 – 3                                                                  | Inghilterra                                                            | Qual. Mondiali 2002                                                    | -                                                                      | 82’                                                                    |
| 6-6-2001                                                               | Tirana                                                                 | Albania                                                                | 0 – 2                                                                  | Germania                                                               | Qual. Mondiali 2002                                                    | -                                                                      | 81’                                                                    |
| 1-9-2001                                                               | Scutari                                                                | Albania                                                                | 0 – 2                                                                  | Finlandia                                                              | Qual. Mondiali 2002                                                    | -                                                                      | 59’                                                                    |
| 5-9-2001                                                               | Newcastle upon Tyne                                                    | Inghilterra                                                            | 2 – 0                                                                  | Albania                                                                | Qual. Mondiali 2002                                                    | -                                                                      | 62’                                                                    |
| 27-3-2002                                                              | Tirana                                                                 | Albania                                                                | 1 – 0                                                                  | Azerbaigian                                                            | Amichevole                                                             | -                                                                      | 46’                                                                    |
| 20-8-2003                                                              | Prilep                                                                 | Macedonia                                                              | 3 – 1                                                                  | Albania                                                                | Amichevole                                                             | -                                                                      | 73’                                                                    |
| 10-9-2003                                                              | Tirana                                                                 | Albania                                                                | 3 – 1                                                                  | Georgia                                                                | Qual. Euro 2004                                                        | -                                                                      | 85’                                                                    |
| 11-10-2003                                                             | Lisbona                                                                | Portogallo                                                             | 5 – 3                                                                  | Albania                                                                | Amichevole                                                             | -                                                                      | 83’                                                                    |
| 15-11-2003                                                             | Tirana                                                                 | Albania                                                                | 2 – 0                                                                  | Estonia                                                                | Amichevole                                                             | -                                                                      | 67’                                                                    |
| 31-3-2004                                                              | Tirana                                                                 | Albania                                                                | 2 – 1                                                                  | Islanda                                                                | Amichevole                                                             | -                                                                      | 63’                                                                    |
| 18-8-2004                                                              | Limassol                                                               | Cipro                                                                  | 2 – 1                                                                  | Albania                                                                | Amichevole                                                             | -                                                                      | 57’                                                                    |
| 9-10-2004                                                              | Tirana                                                                 | Albania                                                                | 0 – 2                                                                  | Danimarca                                                              | Qual. Mondiali 2006                                                    | -                                                                      | 78’ 79’                                                                |
| 13-10-2004                                                             | Almaty                                                                 | Kazakistan                                                             | 0 – 1                                                                  | Albania                                                                | Qual. Mondiali 2006                                                    | -                                                                      | 53’                                                                    |
| 30-3-2005                                                              | Il Pireo                                                               | Grecia                                                                 | 2 – 0                                                                  | Albania                                                                | Qual. Mondiali 2006                                                    | -                                                                      | 46’                                                                    |
| 16-8-2006                                                              | Serravalle                                                             | San Marino                                                             | 0 – 3                                                                  | Albania                                                                | Amichevole                                                             | -                                                                      | 46’                                                                    |
| 2-9-2006                                                               | Minsk                                                                  | Bielorussia                                                            | 2 – 2                                                                  | Albania                                                                | Qual. Euro 2008                                                        | -                                                                      | 83’                                                                    |
| 6-9-2006                                                               | Tirana                                                                 | Albania                                                                | 0 – 2                                                                  | Romania                                                                | Qual. Euro 2008                                                        | -                                                                      | 75’                                                                    |
| 11-10-2006                                                             | Amsterdam                                                              | Paesi Bassi                                                            | 2 – 1                                                                  | Albania                                                                | Qual. Euro 2008                                                        | -                                                                      | 46’                                                                    |
| 7-2-2007                                                               | Scutari                                                                | Albania                                                                | 0 – 1                                                                  | Macedonia                                                              | Amichevole                                                             | -                                                                      | 46’                                                                    |
| 24-3-2007                                                              | Scutari                                                                | Albania                                                                | 0 – 0                                                                  | Slovenia                                                               | Qual. Euro 2008                                                        | -                                                                      | 86’                                                                    |
| 2-6-2007                                                               | Tirana                                                                 | Albania                                                                | 2 – 0                                                                  | Lussemburgo                                                            | Qual. Euro 2008                                                        | -                                                                      | 46’                                                                    |
| 6-6-2007                                                               | Lussemburgo                                                            | Lussemburgo                                                            | 0 – 3                                                                  | Albania                                                                | Qual. Euro 2008                                                        | -                                                                      | 77’                                                                    |
| 22-8-2007                                                              | Tirana                                                                 | Albania                                                                | 3 – 0                                                                  | Malta                                                                  | Amichevole                                                             | -                                                                      | 46’                                                                    |
| 12-9-2007                                                              | Tirana                                                                 | Albania                                                                | 0 – 1                                                                  | Paesi Bassi                                                            | Qual. Euro 2008                                                        | -                                                                      |                                                                        |
| 13-10-2007                                                             | Celje                                                                  | Slovenia                                                               | 0 – 0                                                                  | Albania                                                                | Qual. Euro 2008                                                        | -                                                                      | 60’                                                                    |
| 17-10-2007                                                             | Tirana                                                                 | Albania                                                                | 1 – 1                                                                  | Bulgaria                                                               | Qual. Euro 2008                                                        | -                                                                      | 46’                                                                    |
| Totale                                                                 |                                                                        | Presenze                                                               | 39                                                                     |                                                                        | Reti                                                                   | 1                                                                      |                                                                        |

| Cronologia completa delle presenze e delle reti in nazionale (Partite non ufficiali) ― Albania | Cronologia completa delle presenze e delle reti in nazionale (Partite non ufficiali) ― Albania | Cronologia completa delle presenze e delle reti in nazionale (Partite non ufficiali) ― Albania | Cronologia completa delle presenze e delle reti in nazionale (Partite non ufficiali) ― Albania | Cronologia completa delle presenze e delle reti in nazionale (Partite non ufficiali) ― Albania | Cronologia completa delle presenze e delle reti in nazionale (Partite non ufficiali) ― Albania | Cronologia completa delle presenze e delle reti in nazionale (Partite non ufficiali) ― Albania | Cronologia completa delle presenze e delle reti in nazionale (Partite non ufficiali) ― Albania |
| Data                                                                                           | Città                                                                                          | In casa                                                                                        | Risultato                                                                                      | Ospiti                                                                                         | Competizione                                                                                   | Reti                                                                                           | Note                                                                                           |
| ---------------------------------------------------------------------------------------------- | ---------------------------------------------------------------------------------------------- | ---------------------------------------------------------------------------------------------- | ---------------------------------------------------------------------------------------------- | ---------------------------------------------------------------------------------------------- | ---------------------------------------------------------------------------------------------- | ---------------------------------------------------------------------------------------------- | ---------------------------------------------------------------------------------------------- |
| 6-9-2002                                                                                       | Kosovska Mitrovica                                                                             | Kosovo                                                                                         | 0 – 1                                                                                          | Albania                                                                                        | Amichevole                                                                                     | -                                                                                              | 34’                                                                                            |
| Totale                                                                                         |                                                                                                | Presenze                                                                                       | 1                                                                                              |                                                                                                | Reti                                                                                           | 0                                                                                              |                                                                                                |

## Palmarès

### Club

#### Competizioni nazionali
- Campionato albanese: 6

Tirana: 1998-1999, 2002-2003, 2003-2004, 2004-2005, 2006-2007, 2008-2009
- Coppa d'Albania: 3

Tirana: 1998-1999, 2005-2006, 2010-2011
- Supercoppa d'Albania: 7

Tirana: 2002, 2003, 2005, 2006, 2007, 2009, 2011